# NGC 2474
NGC 2474 је елиптична галаксија у сазвежђу Рис која се налази на NGC листи објеката дубоког неба.
Деклинација објекта је + 52° 51' 44" а ректасцензија 7h 58m 0,3s. Привидна величина (магнитуда) објекта NGC 2474 износи 13,1 а фотографска магнитуда 14,1. NGC 2474 је још познат и под ознакама UGC 4114, MCG 9-13-97, CGCG 262-52, KCPG 147B, NPM1G +52.0051, PGC 22322.